# 古德霍普 (伊利諾伊州)
古德霍普（英語：Good Hope）是位於美國伊利諾伊州麥克多諾縣的一個村落。

## 地理
古德霍普的座標為40°33′27″N 90°40′30″W / 40.55750°N 90.67500°W，而該地最高點為海拔高度216米（即709英尺）。

## 人口
根據2010年美國人口普查的數據，古德霍普的面積為0.76平方千米，當中陸地面積為0.76平方千米，而水域面積為0.00平方千米。當地共有人口396人，而人口密度為每平方千米521人。